# 평내차량사업소
평내차량사업소(坪內車輛事業所)는 대한민국 경기도 남양주시 평내동과 진건읍 송능리에 걸쳐 있는 한국철도공사 수도권 전철 경춘선과 ITX-청춘의 차량기지이다. 심야에 경춘선 전동열차 10편성, ITX-청춘열차 5편성이 주박한다.

## 개요
주요 업무는 수도권 전철 경춘선에서 운행되는 한국철도공사 361000호대 전동차와 ITX-청춘에서 운행되는 한국철도공사 368000호대 전동차의 전동차 경·중정비 검수 및 관리를 담당하고 있다. 평내호평역에서 종착한 열차가 인입선을 통해 입고된다. 2010년 12월 21일 경춘선 복선 전철화 사업 개통과 함께 개업하였다. 국토교통부의 철도거리표에는 평내기지(坪內基地)로 되어 있다.

## 업무
- 한국철도공사 361000호대 전동차, 한국철도공사 368000호대 전동차 입·출고, 검수관리